# 包鴻逵
包鴻逵（1576年—1616年），字儀甫，號振瑞，浙江嘉興府秀水縣籍，直隸華亭縣（今屬上海市）人，明朝官員。

## 生平
萬曆三十七年（1609年）己酉科順天鄉試第一名舉人（解元）。萬曆三十八年（1610年）聯捷庚戌科會試十八名，第三甲第一百三十六名進士。吏部觀政，授湖廣長沙府湘潭縣知縣。四十年壬子、四十三年乙卯任本省鄉試同考官，萬曆四十四年（1616年）卒。

## 家族
曾祖包汴，己未進士、四川參議；本生祖父包檉芳，丙辰進士、貴州提學副使；承嗣祖父包桂芳，廩生；父包世杰，壬午舉人；母金氏。嚴侍下。弟鶴齡（監生）；麟趾；驥良；鵬遠；孟坊；墀鳳；鵉聲。子包錫永。